# 威远镇文昌阁
威远镇文昌阁，位于中国青海省互助县威远镇大寺路村，为第八批青海省文物保护单位，公布日期为2008年4月10日，类型为古建筑。
威远镇文昌阁的历史年代为明。